# プティ・プランス (衛星)
プティ・プランス ((45) Eugenia I Petit-Prince) は、小惑星 (45) ウージェニアの衛星。二つ発見されている衛星のうち、外側の軌道を回っている。
1998年にマウナケア天文台群のカナダ・フランス・ハワイ望遠鏡を用いた観測で発見された。2003年にアントワーヌ・ド・サン＝テグジュペリの小説『星の王子さま』の名前の由来にもなった、フランス皇后ウジェニーの息子ナポレオン・ウジェーヌ・ルイ・ボナパルト（ナポレオン4世）に因んで命名された。
プティ・プランスは、地上の望遠鏡からの観測で発見された最初の小惑星の衛星である（最初に発見された小惑星の衛星は、木星探査機ガリレオによって発見されたイダの衛星ダクティル）。